# بیسیک المنت
بیسیک المنت (روسی: Ба́зовый элеме́нт، آوانگاری Bazovy element؛ IPA: [ˈbazəvɨj ɨlʲɪˈmʲent]) شرکت خوشه‌ای روسی است، که در سال ۱۹۹۷ تأسیس شد.